# Кубок СССР по лыжным гонкам 1974
6-й Кубок СССР по лыжным гонкам проводился в Бакуриани (Грузинская ССР) с 28 по 31 января 1974 года. Соревнования проводились по четырём дисциплинам — гонки на 15 и 50 км (мужчины), гонки на 5 и 10 км (женщины).

### Мужчины
|                                           | Золото                                        | Серебро                                                        | Бронза                                   |
| ----------------------------------------- | --------------------------------------------- | -------------------------------------------------------------- | ---------------------------------------- |
| Гонка на 15 км (28 января). 45 участников | Скобов Юрий 47.40 «Спартак» Кировская область | Долганов Владимир +0.13 Вооружённые Силы Новосибирская область | Рочев Василий +0.13 «Динамо» Коми АССР   |
| Гонка на 50 км (31 января). 38 участников | Симашёв Фёдор 2:34.04 «Динамо» Москва         | Савельев Сергей +1.40 «Буревестник» Хабаровский край           | Гаранин Иван +3.06 «Енбек» Казахская ССР |

### Женщины
|                                          | Золото                                       | Серебро                                           | Бронза                                       |
| ---------------------------------------- | -------------------------------------------- | ------------------------------------------------- | -------------------------------------------- |
| Гонка на 5 км (28 января). 32 участницы  | Кулакова Галина 16.28 «Труд» Удмуртская АССР | Сметанина Раиса +0.19 Сельские ДСО Коми АССР      | Селюнина Нина +0.40 «Спартак» Марийская АССР |
| Гонка на 10 км (30 января). 31 участница | Кулакова Галина 31.41 «Труд» Удмуртская АССР | Олюнина Алевтина +0.41 «Труд» Горьковская область | Балдычева Нина +0.44 «Труд» Ленинград        |

## Командные результаты спортивных обществ
| Место | Спортивное общество | Сумма очков |
| ----- | ------------------- | ----------- |
| 1.    | «Динамо»            | 429         |
| 2.    | «Спартак»           | 427         |
| 3.    | «Труд»              | 386         |

## Командные результаты областей, краев, АССР. Москвы и Ленинграда
| Место | Регион    | Сумма очков |
| ----- | --------- | ----------- |
| 1.    | Москва    | 363         |
| 2.    | Ленинград | 204         |
| 3.    | Коми АССР | 148         |